# Cyrtopogon princeps
Cyrtopogon princeps är en tvåvingeart som beskrevs av Osten Sacken 1877. Cyrtopogon princeps ingår i släktet Cyrtopogon och familjen rovflugor. Inga underarter finns listade i Catalogue of Life.